# Swiss Helicopter
Die Swiss Helicopter AG ist eine Schweizer Fluggesellschaft und Flugschule mit Sitz in Chur, die 2012 gegründet wurde und Helikopter-Dienstleistungen anbietet.

## Geschichte
Im Juli 2012 haben sich die Firmen Heliswiss, Schweizerische Helikopter AG, Air Grischa Helikopter AG, Berner Oberländer Helikopter AG, Eliticino SA, Heli Gotthard AG und Rhein Helikopter AG zur neuen Swiss Helicopter AG zusammengeschlossen.

## Dienstleistungen
Passagiertransporte
Swiss Helicopter führt Rundflüge, Film- und Fotoflüge, Hochzeitsflüge sowie Taxi- und VIP-Flüge durch. An mehreren Basen werden zudem Heliskiing und Skydiving aus einem Helikopter angeboten. Für sämtliche Passagierflüge werde eine Klimakompensation angeboten.
Transportflüge
Swiss Helicopter bietet Materialtransporte, Beton- und Kiestransporte, Hüttenversorgungen, Heli-Logging, Montage von Strom- oder Seilbahnleitungen, Skiliften, Bergbahnen, Strommasten und Sendetürmen an. Ausserdem werden noch Hilfs-, Rettungs- und Katastropheneinsätze durchgeführt. Für Schwerlasttransportflüge bis 5 Tonnen ist die Schwesterfirma, Heliswiss International AG, zuständig.
Flugschule
Swiss Helicopter betreibt eine vom Bundesamt für Zivilluftfahrt anerkannte Flugschule, eine sogenannte ATO (Approved Training Organisation). Man kann sich zum Helikopterpiloten ausbilden lassen oder verschiedene Weiterbildungen absolvieren.
Drohneneinsatz
Mit der Helikopter-Drohne des Typs SDO 50 V2 von Swissdrones Operating AG bietet Swiss Helicopter komplementäre Möglichkeiten zur Ergänzung von bemannten Anwendungen von Bord- oder Bodensystemen.
Wartung / Maintenance
Für den Bereich der Helikopter Maintenance sowie des Airworthiness Management (CAMOplus) ist die Schwesterfirma, Swiss Helicopter Maintenance AG, zuständig.

## Flotte
Mit Stand August 2023 besteht die Flotte der Swiss Helicopter AG aus 33 Helikoptern:
| Helikoptertyp            | Anzahl | bestellt | Anmerkungen                                                             | Sitzplätze inkl. Pilot |
| ------------------------ | ------ | -------- | ----------------------------------------------------------------------- | ---------------------- |
| Guimbal Cabri G2         | 9      |          |                                                                         | 2                      |
| Airbus Helicopters H120  | 7      |          | eine Maschine in privatem Besitz / betrieben durch Swiss Helicopter AG  | 5                      |
| Airbus Helicopters H125  | 15     |          |                                                                         | 6                      |
| Airbus Helicopters H130  | 2      |          | zwei Maschinen in privatem Besitz / betrieben durch Swiss Helicopter AG | 7                      |
| Kamow Ka-32A11BC         | (1)    |          | HB-XKA – betrieben durch Heliswiss International AG                     |                        |
| AS332C1 Super Puma       | (1)    |          | HB-XVY – betrieben durch Heliswiss International AG                     |                        |
| Kawasaki-Vertol KV107-II | (1)    |          | N185CH – betrieben durch Heliswiss International AG                     |                        |
| Gesamt                   | 34     |          |                                                                         |                        |

## Standorte
Schweiz
- Erstfeld
- Flughafen Bern-Belp
- Flugplatz Gruyères
- Flugplatz Locarno, Gordola
- Flughafen Lugano, Agno
- Flugplatz Samedan
- Gstaad
- Gsteigwiler
- Küssnacht SZ
- Pfaffnau
- Schattenhalb
- Tavanasa
- Untervaz
- Flugplatz Zweisimmen

Liechtenstein
- Heliport Balzers